# Curva Pucará
Curva Pucará ist eine Ortschaft im Departamento La Paz im Hochland des südamerikanischen Anden-Staates Bolivien.

## Lage im Nahraum
Curva Pucará ist zentraler Ort des Kanton Curva Pucará im Municipio Laja in der Provinz Los Andes und liegt auf einer Höhe von 3880 m. Curva Pucará liegt an einer Kurve der Nationalstraße Ruta 1 zwischen der Metropole El Alto und der Grenzstadt Desaguadero. Curva Pucará liegt in der Nähe des Río Guaquira, der 46 Kilometer flussabwärts unter dem Namen Río Tiwanaku im Golf von Tarato in den Titicacasee mündet.

## Geographie
Curva Pucará liegt auf dem bolivianischen Altiplano zwischen den Anden-Gebirgsketten der Cordillera Occidental im Westen und der Cordillera Central im Osten. Das Klima der Region ist ein typisches Tageszeitenklima, bei dem die Durchschnittstemperaturen im Tagesverlauf stärker schwanken als im Jahresverlauf.
Die mittlere Jahrestemperatur von in der Region liegt bei knapp 9 °C, der Jahresniederschlag beträgt etwa 600 mm (siehe Klimadiagramm Viacha). Die Monatsdurchschnittstemperaturen schwanken nur unwesentlich zwischen 6 °C im Juli und 10 °C von November bis Februar. Die Monate Mai bis August sind arid mit Monatsniederschlägen von weniger als 15 mm, in den Südsommer-Monaten Januar und Februar werden Monatsniederschläge von mehr als 100 mm gemessen.

## Verkehrsnetz
Curva Pucará liegt in einer Entfernung von 61 Straßenkilometern westlich von La Paz, der Hauptstadt des Departamentos.
Von La Paz aus führt die asphaltierte Nationalstraße Ruta 2 in westlicher Richtung nach El Alto und weitere fünf Kilometer in nordwestlicher Richtung. Dann zweigt die Ruta 1 nach Westen ab und erreicht nach weiteren zwanzig Kilometern Laja. Nach weiteren 21 Kilometern in westlicher Richtung überquert die Ruta 1 Richtung Tiawanacu den Río Guaquira bei der Ortschaft Curva Pucará.

## Bevölkerung
Die Einwohnerzahl der Ortschaft ist in den vergangenen beiden Jahrzehnten auf mehr als das Dreifache angestiegen:
| Jahr | Einwohner | Quelle       |
| ---- | --------- | ------------ |
| 1992 | 54        | Volkszählung |
| 2001 | 94        | Volkszählung |
| 2012 | 190       | Volkszählung |
| 2024 |           | Volkszählung |

Die Region weist einen hohen Anteil an Aymara-Bevölkerung auf, im Municipio Laja sprechen 97,2 Prozent der Bevölkerung Aymara.